# Kojšovská hoľa (podcelek)
Kojšovská hoľa je jeden z geomorfologických podcelků Volovských vrchů.
Zabírá východní část pohoří, od Štóského sedla (798 m) po Košice. Nejvyšším vcholem je stejnojmenný vrch s nadmořskou výškou 1246 m. 
Podsestava je ohraničena údolími Hnilce, Hornádu, Belé na severu, Smolníku na západě a Bodvy na jihu.
Kromě nejvyššího vrcholu jsou nejvýraznějšími vrchy Kloptaň (1153 m), Zbojnícka skala (1174 m), Lastovičí vrch (1061 m), Ovčinec (1112 m), Predné holisko (949 m).
Uvnitř pohoří leží tři obce: Kojšov, Opátka a Zlatá Idka.